# Dániel Böde
Dániel Böde (* 24. Oktober 1986 in Szekszárd) ist ein ungarischer Fußballnationalspieler. Der Stürmer spielt seit Februar 2013 für die ungarische Fußballnationalmannschaft. Er stand von 2012 bis 2019 beim ungarischen Rekordmeister Ferencváros Budapest unter Vertrag, mit dem er zweimal Meister wurde und dreimal den Pokal gewann. Zur Saison 2019/20 kehrte er zu seinem Stammverein Paksi SE zurück und konnte mit diesem bisher zweimal den Pokal gewinnen.

## Karriere

### Verein
Böde spielte von 2006 bis 2012 bei Paksi SE in der zentralungarischen Kleinstadt Paks an der Donau. 2011 wurde der Verein, der zuvor nur knapp dem Abstieg entgangen war, Vizemeister. Mit 15 Toren war er dabei insgesamt drittbester, aber bester ungarischer Torschütze der Liga. Der Verein qualifizierte sich damit erstmals für die UEFA Europa League 2011/12. Hier überstanden sie die ersten beiden Qualifikationsrunden, scheiterten dann aber nach einem 1:1 im Heimspiel mit 1:4 beim schottischen Pokalsieger Heart of Midlothian, wobei Böde in der 89. Minute den Ehrentreffer für die Ungarn erzielte. In der Liga erzielte er dann nur zehn Tore und Paksi wurde nur Sechster.
Zur Saison 2012/13 wechselte er zum ungarischen Rekordmeister Ferencváros Budapest, der aber seit 2004 keinen Titel mehr gewonnen hatte. Unter dem neuen Trainer Thomas Doll, der im Dezember 2013 das Amt übernommen hatte, erzielte er 17 Tore und damit nur ein Tor weniger als der Franzose Adamo Coulibaly, womit er dazu beitrug, dass sich Ferencváros vom 11. auf den fünften Platz verbesserte. 2013/14 erzielte er zwar nur 11 Tore, aber Ferencváros qualifizierte sich als Dritter für die 1. Qualifikationsrunde zur UEFA Europa League 2014/15. Nachdem sie in der ersten Runde noch den maltesischen Pokalfinalisten Sliema Wanderers ausschalten konnten, scheiterten sie in der zweiten Runde am kroatischen Pokalsieger HNK Rijeka. In der Meisterschaftssaison 2014/15 wurde er mit 13 Toren drittbester Torschütze und Vizemeister sowie Pokalsieger – für Ferencváros der erste Pokalsieg seit 2004. Im Juli 2015 gewann er dann auch den Supercup gegen Videoton. Ferencváros zog damit in der Zahl der Supercupsiege mit Debreceni Vasutas SC gleich. Als Vizemeister waren sie auch für die 1. Qualifikationsrunde zur UEFA Europa League 2015/16 qualifiziert, die Ferencváros gegen den niederländischen Erstligaabsteiger Go Ahead Eagles Deventer überstand, der den Qualifikationsplatz über die Fair-Play-Wertung erhalten hatte. In der nächsten Runde scheiterte Ferencváros dann aber am bosnischen Vizemeister FK Željezničar Sarajevo. Bei den vier Spielen erzielte er ein Tor beim 4:1 gegen die Eagles.
In der Saison 2015/16 half er dann mit 17 Toren als Torschützenkönig mit, dass Ferencváros erstmals seit 2004 wieder Meister wurde und 21 Punkte Vorsprung auf Vorjahresmeister Videoton FC erreichte, der höchsten Punktdifferenz seitdem 2004 die Meisterschaftsrunde abgeschafft wurde. Zudem konnte Ferencváros den Pokal durch einen 1:0-Sieg gegen den Lokalrivalen Újpest Budapest verteidigen. Als Meister waren sie auch für die 2. Qualifikationsrunde zur UEFA Champions League 2016/17 qualifiziert. Dort scheiterten sie an FK Partizani Tirana im Elfmeterschießen, nachdem beide Spiele mit 1:1 geendet hatten, wobei er im Hinspiel in Tirana das Tor zum 1:1-Ausgleich erzielt hatte. In der Saison 2016/17 konnten sie zwar den Pokal verteidigen, wobei er im Finale nicht eingesetzt wurde. In der Liga reichte es aber nur zum vierten Platz, der zur Teilnahme an der 1. Qualifikationsrunde zur UEFA Europa League 2017/18 berechtigte. Diese überstanden sie mit zwei Siegen gegen den lettischen Vizemeister FK Jelgava. In der zweiten Runde kam dann das Aus nach zwei Niederlagen gegen FC Midtjylland. Bei den vier Spielen kam er aber nicht zum Einsatz und saß nur im letzten Spiel auf der Bank.
Nach 200 Ligaspielen für Ferencváros, in denen er 88 Tore erzielte, kehrt er zu seinem Stammverein Paksi SE zurück.

### Nationalmannschaft
Böde kam am 6. Februar 2013 mit 26 Jahren im Freundschaftsspiel gegen Belarus zu seinem ersten Länderspiel, als er in der 65. Minute für Norbert Mészáros eingewechselt wurde. Beim nächsten Spiel, dem WM-Qualifikationsspiel gegen Rumänien, saß er nur auf der Bank, wurde aber vier Tage später gegen die Türkei in der 68. Minute eingewechselt und erzielte drei Minuten später das Tor zum 1:1-Endstand und damit sein erstes Länderspieltor. Beim folgenden Freundschaftsspiel gegen Kuwait gab er sein Debüt in der Startelf, wurde aber zur zweiten Halbzeit ausgewechselt. Beim 0:3 gegen Rumänien am 6. September 2013 in der Qualifikation für die WM 2014 spielte er dann erstmals über 90 Minuten. Auch die beiden folgenden Spiele bestritt er über die volle Distanz, musste nach der 1:8-Rekordniederlage gegen die Niederlande aber zwei Jahre bis zu seinem nächsten Einsatz warten.
Am 8. Oktober 2015 wurde er dann unter dem seit September 2015 im Amt befindlichen Nationaltrainer Bernd Storck im Qualifikationsspiel für die EM 2016 gegen die Färoer beim Stand von 0:1 zur zweiten Halbzeit eingewechselt und erzielte beide Tore zum 2:1-Sieg. Damit sicherte er Ungarn zumindest einen Platz in der Relegation der Gruppendritten. Durch eine 3:4-Niederlage gegen Griechenland im letzten Gruppenspiel, dem einzigen Sieg der Griechen in der Qualifikation, verpassten sie aber noch die direkte Qualifikation als bester Gruppendritter. Böde spielte dabei über 90 Minuten, machte aber nur durch eine Gelbe Karte auf sich aufmerksam. Im folgenden Relegationshinspiel gegen Norwegen, das seine Mitspieler mit 1:0 in Oslo gewannen, saß er nur auf der Bank. Beim Rückspiel in Budapest wurde er in der 62. Minute eingewechselt und erhielt in der 81. Minute seine zweite Gelbe Karte im Wettbewerb. Mit einem 2:1-Sieg qualifizierten sich die Ungarn erstmals seit 1972 wieder für eine EM-Endrunde. Auch im Freundschaftsspiel im März 2016 wurde er nur eingewechselt.
Am 9. Mai wurde er in den vorläufigen EM-Kader berufen und dann nach einer Einwechslung gegen Afrikameister Elfenbeinküste am 27. Mai auch vier Tage später für den endgültigen Kader berücksichtigt. Beim ersten Gruppenspiel gegen Portugal wurde er noch nicht eingesetzt. Beim zweiten Spiel gegen Island wurde er dann in der 66. Minute beim Stand von 0:1 für den vom Kicker am schlechtesten bewerteten Ungarn Tamás Priskin eingewechselt. Sein Gegenspieler Birkir Már Sævarsson konnte dann in der 88. Minute bei einer Flanke von Nemanja Nikolics zwar verhindern, dass Böde an den Ball kam, lenkte diesen aber beim Abwehrversuch ins eigene Tor, wodurch die Ungarn noch zum späten Ausgleich kamen. Danach hatte er noch einen zweiten Kurzeinsatz im Achtelfinale: Ungarn lag gegen Belgien zurück und wollte mit zwei Einwechslungen in der Schlussviertelstunde das Spiel drehen, stattdessen konnte der Gegner seinen Vorsprung auf 4:0 ausbauen und Ungarn schied aus.
In der nach der EM begonnenen Qualifikation für die WM 2018 kam er nur in drei der ersten acht Spiele als Einwechselspieler zum Einsatz nach denen die Ungarn keine Chance mehr hatten sich für die WM zu qualifizieren, da sie nicht nur gegen die Schweiz und Europameister Portugal, sondern auch gegen Andorra verloren. In der UEFA Nations League 2018/19 hatte er nur einen, seinen bisher letzten Einsatz am 15. November 2018 gegen Estland.

## Erfolge
- Ungarischer Meister 2015/16, 2018/2019
- Ungarischer Pokalsieger 2015, 2016, 2017 (mit Ferencváros Budapest), 2024 und 2025 (mit Paksi SE)
- Ungarischer Supercupsieger 2016
- Ungarischer Ligapokalsieger 2010/2011, 2012/2013, 2014/2015
- Torschützenkönig in Ungarn 2016 und 2025

## Sonstiges
Böde heiratete im Juni 2023 die ungarische Handballspielerin Blanka Böde-Bíró.